# Partidul Comunist Chinez
Partidul Comunist Chinez (PCC), oficial Partidul Comunist din China (CPC), este fondatorul și singurul partid de guvernământ al Republicii Populare Chineze (RPC). CPC a fost fondat în 1921 de Chen Duxiu și Li Dazhao. Mao Zedong a fost membru fondator al partidului și a urcat în rândurile sale pentru a deveni lider și președinte în 1943. CPC sub conducerea sa a ieșit învingător în Războiul Civil Chinez împotriva Kuomintangului, iar în 1949 Mao a proclamat înființarea Republicii Populare Chineze. De atunci, CPC a guvernat China ca lider al coaliției Front Unit cu alte opt partide și deține controlul exclusiv asupra Armatei Populare de Eliberare (PLA). Fiecare lider succesiv al CPC și-a adăugat propriile teorii la constituția partidului, care conturează convingerile ideologice ale partidului, denumite colectiv socialism cu caracteristici chineze. Începând cu 2021, CPC are peste 95 de milioane de membri, devenind al doilea partid politic ca membri ai partidului din lume după Partidul Bharatiya Janata cu sediul în India. Publicul chinez și mass-media de stat se referă în general la CPC ca fiind pur și simplu „Partidul”.
În 1921, Chen Duxiu și Li Dazhao au condus înființarea CPC cu ajutorul Biroului din Orientul Îndepărtat al Partidului Comunist al Uniunii Sovietice și al Secretariatului Orientului Îndepărtat al Internaționalei Comuniste. În primii șase ani ai istoriei sale, CPC s-a aliniat cu Kuomintang (KMT) ca stânga organizată a mișcării naționaliste mai mari. Cu toate acestea, când partea dreaptă a KMT, condusă de Chiang Kai-shek, s-a întors împotriva CPC și a masacrat zeci de mii de membri ai partidului, cele două partide s-au despărțit și au început un război civil prelungit. În următorii zece ani de război de gherilă, Mao Zedong a devenit cea mai influentă figură din CPC, iar partidul a stabilit o bază puternică în rândul țărănimii rurale prin politicile sale de reformă agrară. Sprijinul pentru CPC a continuat să crească de-a lungul celui de-al doilea război sino-japonez, iar după capitularea japoneză din 1945, CPC a ieșit triumfător în revoluția comunistă împotriva guvernului KMT. După retragerea KMT în Taiwan, CPC a proclamat Republica Populară Chineză la 1 octombrie 1949.
Mao Zedong a continuat să fie cel mai influent membru al CPC până la moartea sa, în 1976, deși s-a retras periodic din conducerea publică, pe măsură ce sănătatea lui era în declin. Sub Mao, partidul și-a finalizat programul de reformă agrară, a lansat o serie de planuri pe cinci ani și, în cele din urmă, s-a despărțit de Uniunea Sovietică. Deși Mao a încercat să epureze partidul de elementele capitaliste și recționare în timpul Revoluției Culturale, după moartea sa, aceste politici au fost continuate doar pentru scurt timp de Banda celor Patru înainte ca o facțiune mai puțin radicală să preia controlul. În anii 1980, Deng Xiaoping a îndreptat CPC departe de ortodoxia maoistă și spre o politică de liberalizare economică. Explicația oficială pentru aceste reforme a fost că China se află încă în stadiul primar al socialismului, o etapă de dezvoltare similară modului de producție capitalist. De la prăbușirea Blocului de Est și destrămarea Uniunii Sovietice în 1991, CPC și-a accentuat relațiile cu partidele de guvernământ din restul statelor socialiste și continuă să participe în fiecare an la Reuniunea Internațională a Partidelor Comuniste și Muncitorești. CPC a stabilit, de asemenea, relații cu mai multe partide necomuniste, inclusiv cu partide naționaliste dominante din multe țări în curs de dezvoltare din Africa, Asia și America Latină și cu partide social-democrate din Europa.
Partidul Comunist Chinez este organizat pe baza centralismului democratic, principiu care implică o discuție deschisă asupra politicii cu condiția unității între membrii de partid în menținerea deciziei convenite. Cel mai înalt organ al CPC este Congresul Național, convocat la fiecare cinci ani. Atunci când Congresul Național nu este în sesiune, Comitetul Central este cel mai înalt organ, dar, din moment ce acel organism se întrunește de obicei doar o dată pe an, majoritatea atribuțiilor și responsabilităților revin Biroului Politic și Comitetului său permanent. Membrii acestuia din urmă sunt văzuți ca conducerea de vârf a partidului și a statului. Astăzi, liderul partidului deține funcțiile de secretar general (responsabil cu atribuțiile partidului civil), președinte al Comisiei Militare Centrale (CMC) (responsabil cu afacerile militare) și președinte de stat (o funcție în mare parte ceremonială). Din cauza acestor posturi, liderul partidului este văzut drept liderul suprem al țării. Liderul actual este Xi Jinping, care a fost ales la cel de-Al 18-lea Congres Național din 15 noiembrie 2012 și și-a păstrat funcția la cel de-al 19-lea Congres Național din 25 octombrie 2017.

## Scurtă istorie
Partidul Comunist Chinez a fost fondat inițial de Chen Duxiu și Li Dazhao în Shanghai în 1921 ca o societate de studii și o rețea neoficială. Au existat grupuri neoficiale în China și în afara ei, în diaspora, încă din 1920, dar începutul oficial al partidului este considerat primul Congres din iulie 1921, la care au participat 12 delegați.  Mao Zedong a fost unul dintre cei doi delegați ai grupului comunist din Hunan Communist, care avea 10 membri. Toți comuniștii din China numărau doar  53 de aderenți. 
Sub patronajul Uniunii Sovietice, partidul a fost reorganizat după principiile leniniste în 1923, comuniștii fiind încurajați să devină membri individuali ai Kuomintangului în vederea pregătirii Expediției nordice.  Partidul avea puțini membri la început, dar a crescut cu intermitență de-a lungul primei Revoluții chineze eșuate din 1925-1927. În timpul revoluției, ritmul de creștere al numărului de membri, în ciuda faptului că a fost mult mai mic decât cel înregistrat în deceniul al cincelea și al șaselea al secolului trecut, a făcut totuși ca CPC să devină cel mai mare partid comunist din lume, cu mai mulți membri chiar decât partidul Comunist al Uniunii Sovietice. După eșecul revoluției din 1927, partidul a pierdut numeroși membri uciși de simpatizanții Kuomintangului, 4 din 5 comuniști fiind asasinați. Singura secțiune importantă a partidului care a supraviețuit a fost cea constituită în jurul lui Mao Zedong, care, datorită loailitătii față de linia politică a Cominternului și a alianței strategice efemere cu Kuomintangul, a reușit să treacă peste această perioadă extrem de grea în viața partidului. 
Mao Zedong și-a asigurat succesul în războiul civil care a urmat, în care a fost antrenat partidul și aderenții săi, prin folosirea tacticii numite de el a războiului mobil și prin faimosul Marș Lung. Lumea occidentală a primit pentru prima oară informații corecte despre realitățile comunismului chinez prin cartea lui  Edgar Snow Red Star Over China – Steaua roșie deasupra Chinei.
După 1945, războiul civil s-a apropiat de sfârșit și, în ciuda unor succese inițiale ale Kuomintangului, comuniștii au ieșit învingători. Kuomintangul a fost nevoit să părăsească China continentală și să se refugieze pe câteva insule, în special pe insula Taiwan.  Victoria comuniștilor a marcat începutul revoluției chineze, în timpul căreia Mao a proclamat la Beijing înființarea Republicii  Populare Chineze pe 1 octombrie 1949.

## Rolul CPC în cadrul RP Chineze

O tânără din Armata Populară de Eliberare, 1972.

PC Chinez este unul dintre cele trei centre de putere din cadrul Republicii Populare Chineze, celelalte fiind aparatul de stat și Armata Populară de Eliberare și, totodată, cel mai important dintre acestea. 
Relația dintre partid și stat este oarecum diferită de cea a Partidului Comunist al Uniunii Sovietice cu statul sovietic, în care partidul controla statul. În structura actuală a CPC, puterea derivă din poziția în organele de conducere a statului, dar pozițiile cheie în fruntea țării sunt deținute numai de membri de partid. Partidul, prin organizațiile sale ia deciziile hotărâtoare asupra membrilor care sunt potriviți pentru anumite pozii în ierarhia birocratică. În contrast fată de situația din URSS, unde partidul comunist avea autoritate extra-legală, de la începutul ultimului deceniu al secolului trecut, s-a stabilit că CPC este subiectul legii civile și, prin aceasta, este subiectul autorității statului și a Constituției. 
În cadrul guvernului central, structurile partidului și statului sunt mixate, șeful unui minister sau unei comisii fiind și liderul organizației de partid asociate acelei structuri ministeriale. La nivel provincial sau la nivelurile inferioare, structurile de partid și de stat sunt separate în mod invariabil, în ciuda faptului că șeful local al partidului deține funcții importante pe linie administrativă, iar șeful administrației locale se numără printre fruntașii comuniști provinciali

## Organizarea
Structura organizatorică a partidului a fost distrusă în timpul Revoluției Culturale și a fost reconstruită după aceea de Deng Xiaoping, cel care este inițiatorul așa-numitului "Socialism cu caracteristici chineze" și cel care a readus tot aparatul de stat sub controlul partidului. 
Din punct de vedere teoretic, cea mai înaltă instanță de conducere a partidului este Congresul național al Partidului Comunist Chinez, care trebuie să fie convocat măcar odată la 5 ani. Organele de putere principale ale CPC, care sunt listate în Statutul partidului, sunt: 
- Comitetul Permanent al Politburo format din 9 membri;
- Politburo format din 22 membri plini, intre care și cei 9 membri ai Comitetului Permanent;
- Secretariatul, care este principalul mecanism adminstrativ al CPC, aflat sub conducerea Secretarului General;
- Comisia Centrală Militară, care este o organizație paralelă cu cea a guvernului, care poartă un nume similar;
- Comisia Inspecției de Disciplină, care este însărcinată cu lupta împotriva corupției și abuzurilor cadrelor de partid.

Alte organizații centrale mai sunt: 
- Departamentul de Relații Internaționale;
- Departamentul Frontului Unit al Muncii;
- Departamentul de Organizare;
- Departamentul de propagandă al Comitetului Central al partidului Comunist Chinez.

O mare importanța au și "micile grupuri de conducere," care sunt comitete formate din înalți funcționari de partid din cadrul agențiilor guvernamentale. Unele dintre ele pot fi extrem de puternice, în mod special în domeniul politicii externe. 
O dată la cinci ani este convocat Congresul Național.  În mod oficial, Congresul trebuie să îndeplinească două funcții: să aprobe schimbările în Statutul partidului și să aleagă cei 300 de membri ai CC al CPC. Comitetul Central alege după aceea Biroul Politic. În practică însă, pozițiile din CC și Biroul Politic sunt hotărâte în culise mai înainte de convocarea Congresului, principalul scop al summitului comunist fiind anunțarea politicilor și viziunii partidului ca și direcțiile de dezvoltare a Chinei în anii următori. 
Centrul puterii în cadrul partidului comunist este Comitetul Permanent al Politburo. Procesul prin care sunt selectați membrii acestui comitet, ca și pentru alegerea membrilor Biroului Politic, se petrece în cea mai mare parte în spatele scenei politice oficiale, într-un proces paralel cu Congresul Național. Noua structură a puterii este subânțeleasă prin modul în care sunt poziționate fotografiile liderilor aleși, publicate în oficiosul partidului, Ziarul poporului. Numărul membrilor Comitetului Permanent al Biroului Politic a variat de-a lungul timpului, având o tendință de creștere. La Congresul al XVI-lea din 2002, acest număr a fost mărit la nouă. 
Mai sunt alte două organe politice importante în RP Chineză: guvernul și Armata Populară de Eliberare. 
În plus, mai existe diferite organe consultative, așa cum ar fi Conferința Politică Consultativă a Poporului. În ultimele două decenii ale secolului trecut a funcționat Comisia Centrală Consultativă înființată de Deng Xiaoping, formată din foști lideri de frunte ai partidului, retrași din viața publică. Această comisie a fost desființată între timp.